# Andre Asriel

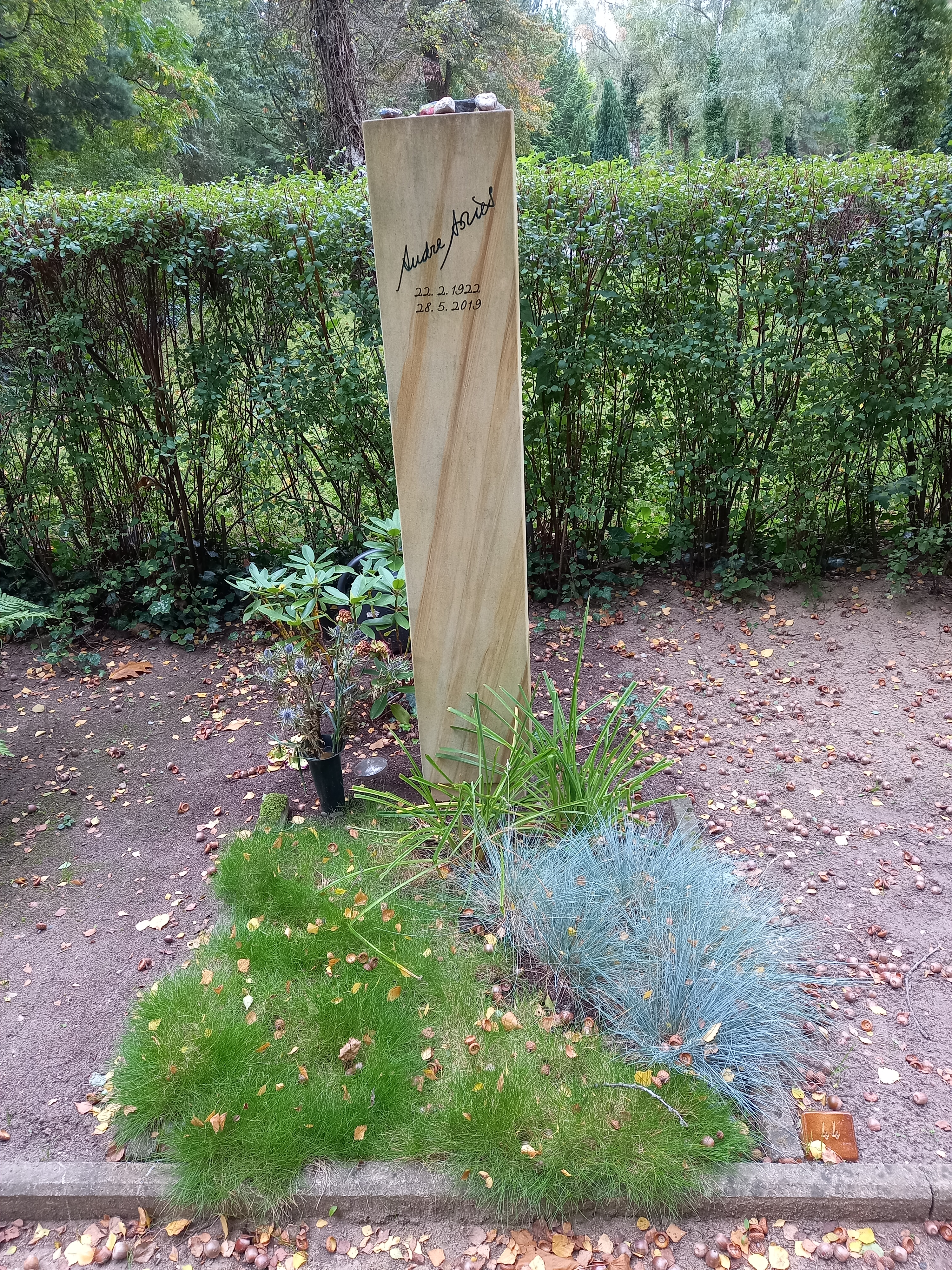
Das Grab von Andre Asriel auf dem Zentralfriedhof Friedrichsfelde

Andre Asriel (* 22. Februar 1922 in Wien; † 28. Mai 2019 in Berlin) war ein österreichisch-deutscher Komponist. Von 1967 bis 1980 war er Professor für Tonsatz an der Musikhochschule Hanns Eisler.

## Leben
Asriel besuchte zuerst das Akademische Gymnasium und dann das Bundesgymnasium IX (Wasagymnasium) in Wien, wo der spätere Oscar-Preisträger und Komponist Ernest Gold sein Klassenkamerad war. Hier ging er gleichzeitig musikalischen Studien nach und studierte von 1936 bis 1938 an der Staatlichen Musikakademie in Wien Klavier bei Grete Hinterhofer und Theorie bei Richard Stöhr. Er war außerordentlich begabt und schon in jungen Jahren ein hervorragender Pianist.
Nach dem Anschluss Österreichs an das nationalsozialistische Deutsche Reich sorgte seine Mutter dafür, dass ihr 16-jähriger Sohn Andre Ende 1938 als rassisch Verfolgter mit einem Kindertransport nach England emigrieren konnte. Ihr selbst gelang die rettende Flucht nicht mehr. Mit Kriegsbeginn im September 1939 waren alle Verbindungen zur alten Heimat und zur Familie abgerissen. Der Musik gehörte auch in der Fremde Asriels Interesse, aber er wusste nicht, wie er ein geeignetes Studium beginnen und finanzieren sollte. Durch eine Begegnung mit dem späteren Dichter Erich Fried – auch ein ehemaliger Schüler des Wasagymnasiums – fand er Kontakt zur damaligen Exilorganisation Freie Deutsche Jugend (FDJ), die auch sein Studium finanzierte. Asriel übernahm die Leitung des Londoner FDJ-Chors und fand Freunde unter dessen Mitgliedern. Als Lizentiate of the Royal Academy of Music (L.R.A.M.) setzte er ab 1941 sein Studium bei Franz Osborn (Klavier) und Ernst Hermann Meyer (Komposition) fort.
Seine Dankbarkeit zur FDJ führte Asriel 1946 in das zerstörte Deutschland, um dort am Aufbau des Sozialismus mitzuhelfen. 1946 setzte er sein im Exil unterbrochenes Musikstudium an der Hochschule für Musik im Westteil Berlins bei Reinhard Schwarz-Schilling und Hermann Wunsch (Komposition) sowie Richard Rössler (Klavier) fort. Es folgte 1948 das Staatsexamen Klavier. Von 1950 bis 1951 war Andre Asriel Meisterschüler an der Deutschen Akademie der Künste (Ost-Berlin) bei Hanns Eisler. Von 1950 bis 1967 war er Dozent und dann Professor für Tonsatz an der Hochschule für Musik „Hanns Eisler“ Berlin (DDR). 1980 wurde er emeritiert.
Asriel wurde vor allem durch seine politischen Lieder bekannt. Aber auch die Filmmusik war für ihn ein wichtiges Tätigkeitsfeld. Er schrieb die Musik für mehr als 30 Filme. Ferner komponierte er Chansons, Balladen, Kammer-, Vokal- und Instrumentalmusik. Viele seiner Kompositionen sind von der Jazzmusik beeinflusst.
Er war seit 1951 mit der Germanistin Gertrud (Katja) geb. Benner (1930–2024) verheiratet und hatte zwei Kinder.
1951 wurde Asriel mit dem Nationalpreis der DDR, 1970 mit dem Kunstpreis des FDGB und 1974 und 1982 mit dem Vaterländischen Verdienstorden ausgezeichnet.
Seine und die Grabstätte seiner Frau befinden sich in der Reihe Künstlergräber des Zentralfriedhofs Friedrichsfelde. Die Grabstele schuf der Steinbildhauer Carlo Wloch (* 1948).

## Werke

### Instrumentalkompositionen

#### Musik für Orchester (1963–1964)
- Vier Inventionen, für Trompete, Posaune und Orchester
- Volksliedersuite, für Orchester
- Metamorphosen, für Orchester

#### Kammermusik (1964–1972)
- 20 Variationen über „Ich hab mein Feinsliebchen“, für Flöte und Gitarre
- Shakespeare-Suite, für zwei Trompeten und zwei Posaunen, 1993, Neue Musik
- Katzenwalzer, für Violine und Klavier

#### Musik für Tasteninstrumente (1962–1988)
- Sonate, für Klavier
- Fuge in C, für Klavier
- Toccata und Fuge, für Orgel

#### Musik für Konzertgitarre (1962–1988)
- Baroque in Blue, für Gitarre solo
- Eine kleine Jazzmusik, für Gitarre solo
- Präludium und Toccata, für 2 Gitarren
- Etüden und Vortragsstücke, für Gitarre solo
- Vier Stücke, für 2 Gitarren
- Suite in E, für 2 Gitarren
- Cinque pezzi obbligati, für Gitarre solo

### Chormusik (1951–1977)
- Mahle, Mühle mahle (Walter Dehmel), für gemischten Chor
- Suite in Scat, für gemischten Chor und Rhythmusgruppe
- Sechs Fabeln nach Äsop, für gemischten Chor
- Drei Chöre nach lateinischen Texten, für gemischten Chor
- Drei Kommentare zu „Moro lasso“ von Carlo Gesualdo, für Kammerchor und sechs Instrumente
- Drei ernste Gesänge (Bertolt Brecht), für Männerchor

### Massenlieder (1941–1983)
- Wir lieben das Leben (Erich Fried)
- Viel Blut ward hingegeben (KuBa)
- Freundschaft, Einheit, Frieden (Herbert Keller)
- Es lebe das Brot (KuBa)
- Tapfer lacht die junge Garde (KuBa)
- Roter Oktober (KuBa)
- Schlacht am Galgenberg (Manfred Bieler)
- Matrosen von Kiel (Bodo Krautz)
- Lied der Republik (Heinz Kahlau)
- Die rote Fahne (Helmut Kontauts)

### Songs und Chansons (1948–1975)
- Lied vom St.Nimmerleinstag (Bertolt Brecht)
- Gegen den Krieg (KuBa)
- Ungarisches Largo (Jens Gerlach)
- Lied von der Eile (Heinz Kahlau)
- Atomraketenlied (Jens Gerlach)
- Lehmhaus-Blues (Jens Gerlach)
- Lied vom Glück (Bertolt Brecht)
- Limericks (Peter Hacks)
- Argumentation (Jens Gerlach)
- Dukatenlied (Jens Gerlach)
- Treue (Heinrich Heine)
- Abend in einer großen Stadt (Louis Fürnberg)
- Auf der Sonnenseite (Manfred Krug)
- Shimmy in grün (Peter Hacks)
- Auf dem Bergarbeiterball (Peter Hacks)
- Die Oliven gedeihen (Peter Hacks)
- Oktober (Alfred Kerr)
- Der September (Erich Kästner)
- Der Monarch (Peter Hacks)
- Das Osterhuhn (Heinz Kahlau)
- Mondlied (Peter Hacks)
- Lied von den Kranichen (Kurt Demmler)
- Karl I. (Heinrich Heine)
- So muss es sein (Volker Braun nach Béranger)

### Klavierlieder (1940–1971)
- Childe Harold (Heinrich Heine)
- Drei Gesänge (Langston Hughes)
- Zwei Sprüche (Bertolt Brecht)
- Der Tod (Matthias Claudius)
- Halt an dein Boot (Wolfram Dietrich)
- Sechs Lieder (Bertolt Brecht)
- Acht Liebeslieder (Jens Gerlach)
- Schön Dorindgen (Peter Hacks)
- Narrenlied (William Shakespeare)
- Wer ist Sylvia (William Shakespeare)
- Baumlige Lieder (Helmut Stöhr)
- zahlreiche Volksliedbearbeitungen

darunter
Jiddische Volkslieder – Kinder- und Wiegenlieder, Verlag Neue Musik, Berlin
Jiddische Volkslieder – Berufs- und Ständelieder, Verlag Neue Musik, Berlin
Jiddische Volkslieder – Liebeslieder, Verlag Neue Musik, Berlin

### Filmmusiken und Theatermusiken (1955–1986)

#### Filmmusiken

##### Spielfilme
- Der Lotterieschwede (1958), Joachim Kunert (nach Martin Andersen Nexø)
- Ehesache Lorenz (1959), Joachim Kunert
- Wo der Zug nicht lange hält … (1960), Joachim Hasler
- Seilergasse 8 (1960), Joachim Kunert
- Die letzte Nacht (1961), Joachim Kunert (Fernsehfilm)
- Auf der Sonnenseite (1961), Ralf Kirsten
- Die unbekannte Größe (1961), Baumert (Fernsehfilm)
- Der Schwur des Soldaten Pooley (1961), (Fernsehfilm)
- Der Kinnhaken (1962), Heinz Thiel
- Geheimarchiv an der Elbe (1962), Kurt Jung-Alsen
- Der Dieb von San Marengo (1963), Günter Reisch
- Mir nach, Canaillen! (1964), Ralf Kirsten
- Der verlorene Engel (1966/1971), Ralf Kirsten
- Frau Venus und ihr Teufel (1967), Ralf Kirsten
- Netzwerk (1970), Ralf Kirsten
- Zwei Briefe an Pospischiel (1970), Ralf Kirsten (Fernsehfilm)
- Die Elixiere des Teufels (1973), Ralf Kirsten (nach E. T. A. Hoffmann)
- Unterm Birnbaum (1973), Ralf Kirsten (nach Theodor Fontane)
- Eine Pyramide für mich (1975), Ralf Kirsten

##### Kurzfilme
- Lebendes Eisen (1955), Berthold Beissert (Populärwissenschaftlicher Film)
- Märkische Novelle (1957), Max Jaap (Dokumentarfilm)
- Das Faschingskostüm (1958), Kurt Weiler (Trickfilm)
- Martin Andersen Nexö (1959), Joachim Kunert (Dokumentarfilm)
- Der Bankraub (1961), Hans Joachim Hildebrandt (Magazin)
- Die Füchsin und der Biber (1961), Ralf Kirsten (Magazin)
- Moderne Grafik (1961), (Populärwissenschaftlicher Film)
- Dorfkinder (1962), Heinz Müller (Dokumentarfilm)
- Pasaremos (1962), (Populärwissenschaftlicher Film)
- Hase und Igel (1963), Horst Seemann (Magazin)
- Gleisbau (1963), (Populärwissenschaftlicher Film)
- Hüben und drüben (1964), Walter Heynowski (Dokumentarfilm)
- Geschlechter (1964), (Populärwissenschaftlicher Film)
- O.K. (1965), Walter Heynowski (Dokumentarfilm)
- Sonntag, den ... – Briefe aus einer Stadt (1970), Buch: Brigitte Reimann, Gesang: Manfred Krug, Regie: Bernd Scharioth (TV-Filmfeuilleton über Neubrandenburg)
- Borinage (1983/84), Joris Ivens/Henri Storck Dokumentarfilm (1933, stumm, E.P.I., Club de l’Ecran, Brüssel)
- Drifters (1984/86), John Grierson Dokumentarfilm (1929, stumm, E.M.B.Film Unit, GB)

#### Theatermusiken
- 1949: Friedrich Wolf: Tai Yang erwacht – Regie: Wolfgang Langhoff (Deutsches Theater Berlin)
- 1962: Peter Hacks (nach Aristophanes): Der Frieden – Regie: Benno Besson (Deutsches Theater Berlin)
- 1963: Rolf Schneider: Prozeß Richard Waverly – Regie: Wolf-Dieter Panse (Deutsches Theater Berlin – Kammerspiele)
- 1963: Peter Hacks (nach John Gay): Polly oder Die Bataille am Bluewater Creek
- 1980: Michail Schatrow: Blaue Pferde auf rotem Gras – Regie: Christoph Schroth (Berliner Ensemble)
- 1981: Carl Sternheim: Die Schule von Uznach – Regie: Gertrud-Elisabeth Zillmer (Volksbühne Berlin – Sternfoyer)
- Faust I (Johann Wolfgang von Goethe)

### Hörspielmusiken
- 1950: Herbert Horn: Unsere Brücke – Regie: Rudolph Pallas (Berliner Rundfunk)
- 1950: Anna Seghers: Der Prozess der Jeanne d’Arc zu Rouen 1431 – Regie: Herwart Grosse (Deutschlandsender)
- 1964: Ernst Röhl (Nach Johann Peter Hebel): Zundelfrieders Abenteuer – Regie: Maritta Hübner (Kinderhörspiel – Rundfunk der DDR)

## Schriften
- Jazz – Analysen und Aspekte, VEB Lied der Zeit, Berlin 1966 (4., überarbeitete und erweiterte Aufl. 1985)